# DT-75

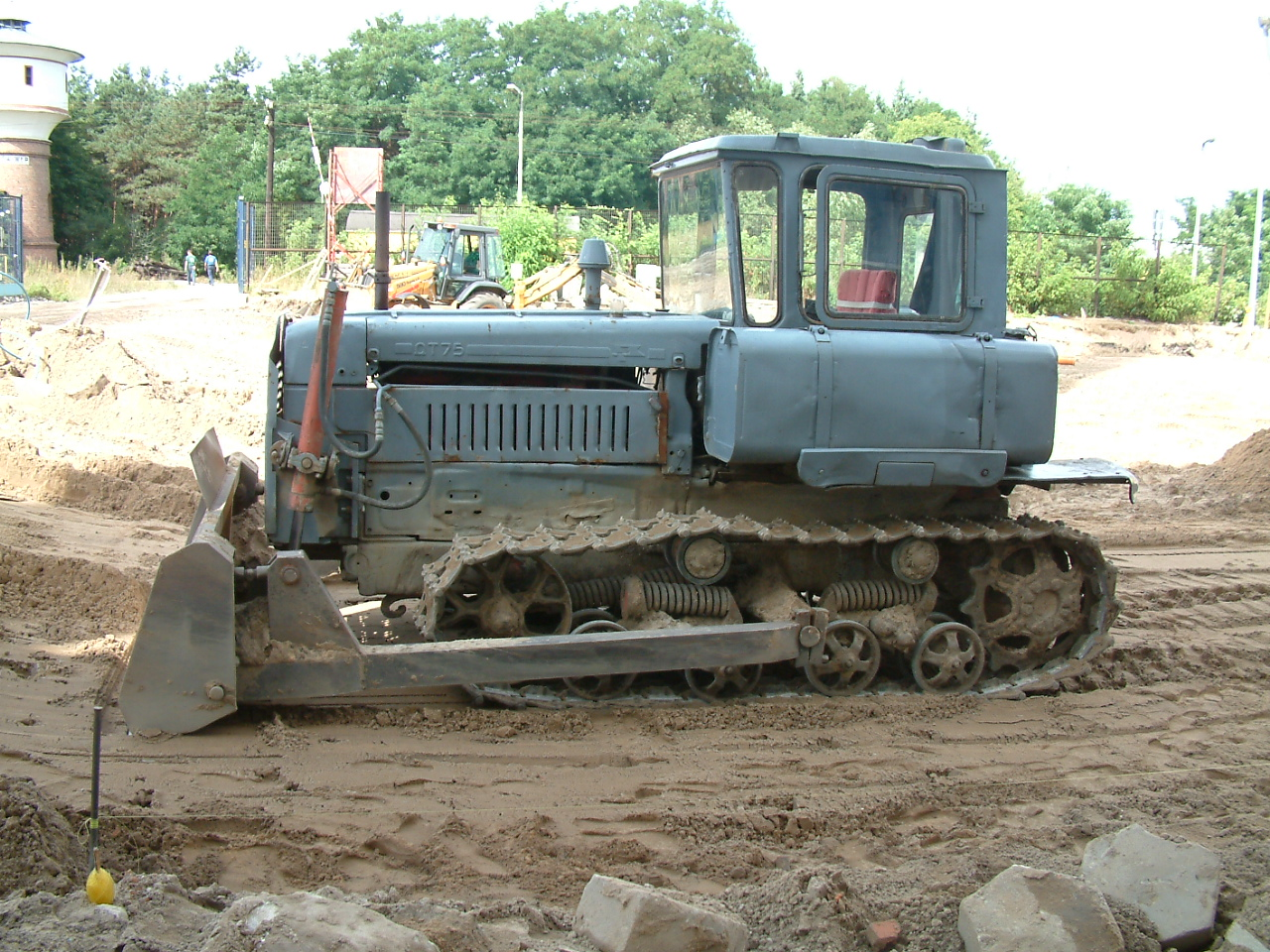
DT-75 - buldozer

DT-75 byl sovětský pásový traktor ze 60. let 20. století, určený pro práci s různými přívěsnými a závěsnými i polozávěsnými stroji i jiným zařízením (např. v kombinaci s radlicí jako buldozer). Používá se v zemědělství, stavebnictví a v dopravě. Během produkce zejména v 80. letech docházelo k postupným modernizacím a úpravám, vzniklo několik verzí. Typ DT-75N dostal nový motor SMD-18N o výkonu 95 koní, přičemž došlo i ke zvýšení hmotnosti na 6,8 tuny, typ DT-75D byl osazen motorem A-41, a verze DT-75RM měla motor RM-120 o výkonu 100 koní. Kromě toho docházelo i ke změnám v konstrukci a celkového vzhledu traktoru.

## Technické údaje
typ DT-75
- Motor: SMD - 14, SMD-14NG, SMD-18N, A-41, D-440, RM-80, RM-120
- Výkon: 75 - 100k
- Maximální rychlost: 12 km/h
- Délka: 4 477 mm
- Šířka: 1 750 mm
- Výška: 2 304 mm
- Rozchod: 1 330 mm
- Hmotnost: 6 100 kg

značka: Volgogradskij traktornyj zavod (Russia)- DT-75, DT-75M, DT-75B, DT-75K, DT-75V, DT-75MV, DT-75N, DT-75D, DT-75RM, Pavlodarskij traktornyj zavod (Kazakstan)- DT-75M, DT-75ML, DT-75T.
příklady z konkrétních traktorů
- Dt-75 z r.v. 1970: výkon 85hp, 1700ot/min, objem 6,3 l